# Necatia magnidens
Necatia magnidens là một loài nhện trong họ Salticidae.
Loài này thuộc chi Necatia. Necatia magnidens được Ehrenfried Schenkel-Haas miêu tả năm 1963.